# Schöni Uussichte
Schöni Uussichte ist eine Schweizer Sitcom mit 26 Episoden, die von 2005 bis 2007 im Schweizer Fernsehen ausgestrahlt wurde. Sie dreht sich um Schweizer, die auf Mallorca ihr Glück versuchen. Als Kulisse dient das «Hotel Buenavista».

## Hintergrund
Die Firma Videcom produzierte im Auftrag von SF DRS zwei Staffeln in ihrem Studio in Oberuster. Nach der zweiten Staffel wurde die Serie trotz des hohen Zuschauerinteresses eingestellt (Personen-Markt-Anteil über 30 %), weil das Schweizer Fernsehen auf das Format „Sitcom“ verzichtete. Cast und Crew haben daraufhin in ihrer Freizeit eine Extra-Episode gedreht, statt öffentlich Trauerarbeit über das Serienende zu leisten: die Episode 27 mit dem Titel Un fin mit Schrecken. Die Serie wurde jeweils am Freitagabend um 20.00 Uhr auf SF 1 ausgestrahlt. Beide produzierten Staffeln sind als DVD erschienen.

## Figuren
Sophie Müllerist die Managerin des Hotels Buenavista. Sie hält sich strikt an die Regeln, die ihr in ihrem Studium als Betriebsökonomin beigebracht wurden.
Carlos Rodriguezist der Stellvertreter von Sophie Müller. Er ist ein charmanter Macho, der nie ganz darüber weg sehen kann, dass ihm eine Frau aus der Schweiz vor die Nase gesetzt wurde.
Nelly Traberwill zusammen mit ihrem Mann Hugo ihren Lebensabend auf der sonnigen Insel verbringen. Auf der Suche nach einem geeigneten Eigenheim wohnen sie im Hotel Buenavista.
Hugo TraberNellys Mann versucht immer wieder, seine Frau von den Widrigkeiten Mallorcas zu überzeugen. Doch alleine zurückreisen will er nicht, da er seine Frau über alles liebt.
Kikiist ein Ex-Model, das nie verstanden hat, warum sie auf das Abstellgleis gestellt wurde. Sie behauptet zwar, dass sie von sich aus mit Modeln aufgehört habe, doch in Wirklichkeit hat sie einfach keine Aufträge mehr erhalten. Sie reiste deshalb nach Mallorca, um sich eine Auszeit zu nehmen, um dann wieder als strahlender Star in den deutschen Medien aufzutauchen.
Johannes „Juanito“ Merkliist Kellner im Hotel Buenavista. Er ist sehr gemächlich und vergisst immer wieder, was ihm aufgetragen wurde.

## Episoden

### Staffel 1
| Nr. (ges.) | Nr. (St.) | Originaltitel               | Erstausstrahlung CH | Gastdarsteller                            |
| ---------- | --------- | --------------------------- | ------------------- | ----------------------------------------- |
| 1          | 1         | Adiós Herr Direktor         | 18. Nov. 2005       | -                                         |
| 2          | 2         | Es lebe la cooperación      | 25. Nov. 2005       | Alexander Seibt als Daniel Bissegger      |
| 3          | 3         | Español für Anfänger        | 2. Dez. 2005        | -                                         |
| 4          | 4         | La cucaracha bringt Glück   | 9. Dez. 2005        | -                                         |
| 5          | 5         | Gracias für die Lebenshilfe | 16. Dez. 2005       | Wolfgang Hinze als Bobby Schneider        |
| 6          | 6         | Ein Tänzchen por favor      | 23. Dez. 2005       | Marcello de Nardo als Raùl Monasterios    |
| 7          | 7         | Mamá ist die Beste          | 30. Dez. 2005       | Margot Gödrös als Angelita Rodriguez      |
| 8          | 8         | Bienvenidos in Europa       | 6. Jan. 2006        | Monika Kälin, Andy Nzekwu als Moses       |
| 9          | 9         | Una mano wäscht die andere  | 13. Jan. 2006       | Kuska Caceres als Letizia Ochoa           |
| 10         | 10        | Saludos aus Ägypten         | 20. Jan. 2006       | Isabel Hostettler als Maja Sanchez-Häfeli |
| 11         | 11        | El niño im Anmarsch         | 27. Jan. 2006       | Yoshii Riesen als Gaby Traber             |
| 12         | 12        | Buenas noches, liebe Chefin | 3. Feb. 2006        | Ariela Sarbacher als Anita Dörig          |
| 13         | 13        | Hotel Buenavista, adiós     | 10. Feb. 2006       | Samuel Bürgler als Reto Amstutz           |

### Staffel 2
| Nr. (ges.) | Nr. (St.) | Originaltitel               | Erstausstrahlung CH | Gastdarsteller                                                           |
| ---------- | --------- | --------------------------- | ------------------- | ------------------------------------------------------------------------ |
| 14         | 1         | Lust auf un Baño            | 17. Nov. 2006       | -                                                                        |
| 15         | 2         | El Canto de Kiki            | 24. Nov. 2006       | Oliver Tobias als Jochen Peters                                          |
| 16         | 3         | El Perfume der Liebe        | 1. Dez. 2006        | Marcello de Nardo als Raùl Monasterios Isabel Blanco als Ana Fernandez   |
| 17         | 4         | Motivación verleiht Flügel  | 8. Dez. 2006        | Salvatore Greco als Miklas Skarlakidis                                   |
| 18         | 5         | Meine Amiga ist deine Amiga | 15. Dez. 2006       | Isabella Schmid als Bettina Mäder                                        |
| 19         | 6         | Ein Triumph für el Amor     | 22. Dez. 2006       | Salvatore Greco als Miklas Skarlakidis Isabella Schmid als Bettina Mäder |
| 20         | 7         | Un Cactus zum Küssen        | 29. Dez. 2006       | Margot Gödrös als Angelita Rodriguez                                     |
| 21         | 8         | Mañana ist auch ein Tag     | 5. Jan. 2007        | Antonio Campaña Fernandez als Pablo Castanyer                            |
| 22         | 9         | Ernstfall auf Mallorca      | 12. Jan. 2007       | -                                                                        |
| 23         | 10        | Liebesgrüsse aus la Suiza   | 19. Jan. 2007       | Gardi Hutter als Maggie                                                  |
| 24         | 11        | Achtung, fertig, Juanito!   | 26. Jan. 2007       | Antonio Campaña Fernandez als Pablo Castanyer                            |
| 25         | 12        | Una Sorpresa für Carlos     | 2. Feb. 2007        | Marietta Jemmi als Regula Stämpfli Yann Bartal als Andrea Stämpfli       |
| 26         | 13        | Lust auf mucho más          | 9. Feb. 2007        | -                                                                        |